# Statue équestre d'Élisabeth II (Ottawa)
Une statue équestre d'Élisabeth II, reine du Canada, se dresse sur la colline du Parlement à Ottawa, capitale du pays. La statue a été créée en 1992 par le sculpteur Jack Harman (en).

## Historique
À l'occasion des célébrations du 125e anniversaire du Canada et en l'honneur du 40e anniversaire de son règne, Élisabeth II elle-même dévoile le 1er juillet 1992 la statue, qui est alors la première statue équestre représentant la reine. D'autres statues équestres sont ensuite érigées à Windsor Great Park (2003) et à Regina (2005). La statue d'Ottawa est installée sur la colline du Parlement. En 2019, en raison du réaménagement du bloc central de la colline du Parlement, la statue est temporairement déplacée devant la porte principale de Rideau Hall. Après la mort de la reine le 8 septembre 2022, de nombreuses fleurs sont déposées sur la statue en son honneur.

## Description

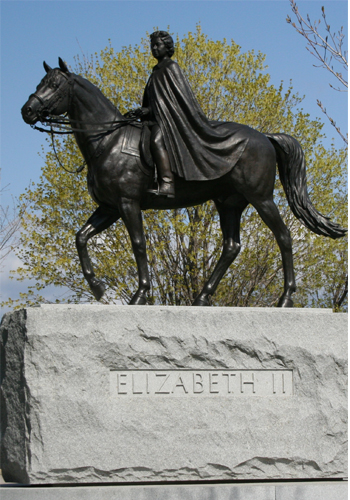
Statue équestre d'Élisabeth II.

La statue équestre est réalisée en bronze par une équipe de dix personnes, dirigée par le sculpteur Jack Harman (en), originaire de Vancouver, sur une période de deux ans. La statue équestre, plus grande que nature, repose sur un socle en granit brut d'environ 3,7 mètres de haut, sur lequel se détache le mot « Elizabeth II » en grandes lettres. Elle est assise en selle sur son cheval. La reine porte des bottes d'équitation, une veste et, par-dessus, un large manteau fermé uniquement au cou, qui repose sur le dos du cheval presque jusqu'à la base de la queue. Elle tient les rênes du cheval, qui marche au pas. Il s'agit du cheval Centennial, qu'Élisabeth II a reçu en cadeau de la Gendarmerie royale du Canada (GRC) à l'occasion de son centenaire.